# Neoselenia
Neoselenia is een geslacht van vlinders van de familie spanners (Geometridae), uit de onderfamilie Ennominae.

## Soorten
- N. asteria Druce, 1892
- N. azamora Druce, 1892
- N. banasa Druce, 1892
- N. belisama Druce, 1892
- N. monima Druce, 1892
- N. myrina Druce, 1892
- N. narcaea Druce, 1892
- N. veda Dyar, 1910